# 电脑奇侠 (漫画)
《人造人间电脑奇侠》（原題：人造人間キカイダー），是石森章太郎原作的漫畫作品。

## 概要
本作品為東映的特攝作品企畫案，由石森掛名原作者，並加入了東映方面的企画者平山亨、吉川進而正式開始製作。石森的漫畫版本則在小学館《週刊少年サンデー》（1972年30号～1974年13号）連載，但作畫是由石森的弟子冰魚章、土山芳樹、細井雄二、山田五郎四人分擔，石森僅做分格草案與打底稿，未直接參與作畫，山田五郎在收到草稿後由四人分攤工作，在兩天內完成原稿。除此之外，特攝版播出當時另有其他作者執筆版本於不同雜誌刊載。

## 劇情大綱
光明寺博士打造的一名机器人被基路博士用来作奸犯科时，一名神秘青年「次郎」出现，並变成电脑奇侠救了受害工人，原來他正是光明寺博士所製造的機械人，原来光明寺博士不愿自己制造的机械人被用于不当用途，所以自己秘密制造了一个人造人来破坏基路博士的阴谋。然而在电脑奇侠初次作战撤退回DARK基地时被基路博士发现，研究所被破坏后光明寺博士亦下落不明。随后光明寺博士的一对儿女先后被基路博士操纵的机械人攻击，次郎再度挺身而出並從此与基路博士对抗。但由於次郎身上裝有光明寺博士未及完成的「良心回路」，也讓其經常陷入善惡之間的掙扎。